# 下楓樹腳
下楓樹腳，是臺灣台中市南屯區的一個傳統地域名稱，位於該區南部，緊臨烏日區。相較於今日行政區，其範圍大致包括中和里東北部的東側地帶、楓樹里不含西南部、豐樂里西南部凸出部分。
下楓樹腳於1736年創庄，曾為鹿港到犁頭店北上葫蘆墩（豐原）的中途休息村落，內有楓樹腳溪流過，屬於半農業型態的社區。

## 歷史
台灣清治末期至日治初期，下楓樹腳地區為一街庄，稱為「下楓樹腳庄」，隸屬於捒東下堡。該庄西北與鎮平庄為鄰，北與水碓庄、蔴糍埔庄為鄰，東與番婆庄為鄰，東南邊及南邊東段為九張犁庄，南邊西段為烏日庄，西邊為下牛埔仔庄。
1901年（日治明治三十四年）11月，全台設二十廳，該庄隸屬於臺中廳。1909年（明治四十二年）10月，合併二十廳為十二廳，該庄隸屬於臺中廳犁頭店區。1920年（大正九年），廢十二廳改設五州二廳，該庄改制為「下楓樹腳」大字，隸屬於臺中州大屯郡南屯庄。
戰後南屯庄改制為南屯鄉，隸屬於臺中縣，大字亦改制為村。1947年，南屯鄉、西屯鄉、北屯鄉劃入省轄臺中市，南屯鄉改制為南屯區，村亦改制為里。2010年12月，臺中縣、臺中市合併升格為直轄臺中市。

## 交通
縣道127號是大雅至霧峰的道路，大致以北北東—南南西走向經過下楓樹腳地區西北邊界地帶的北段，向北可前往南屯老街、大雅四塊厝與省道台1乙線交會，向南可前往烏日、霧峰與省道台3線交會。

## 社區組織
1993年創立「楓樹社區發展協會」，2003年再組織成立「台中市楓樹腳文化協會」。

## 週遭環境
- 楓樹南街百年福德祠
- 楓興宮-(觀音媽廟)
- 庄尾福德祠
- 楓樹里福德廟
- 楓樹里保安宮
- 楓安公園
- 楓香公園

## 特色食品
- 麻芛冰
- 麻芛牛軋糖

## 外部連結
- 台中市楓樹腳文化協會（页面存档备份，存于）